# Exist†trace
exist†trace est un groupe de Visual Kei féminin japonais, originaire de Tokyo. Il est composé exclusivement de femmes.

## Biographie
Exist†trace est formé le 15 juin 2003 que se forme exist†trace. Les membres à son actif, originaires de Tokyo, sont Miko, Jyou, Naoto et Mally. Cependant, leur premier concert se déroulera seulement le 28 décembre de cette même année. Au début de l'année 2004 arrive la deuxième guitariste, Omi. Et c'est en février 2004 que le groupe produira et distribuera gratuitement leur première démo, Hai no Yuki. Durant l'année, plusieurs concerts sont enchainés, ainsi que la distribution d'une seconde démo, Kokomu.
En 2005, le groupe enregistre son premier single Ambivalence qui sortira en août de cette même année, puis en 2006, elles sortiront deux autres singles Funeral Bouquet et Riot. À la fin 2006 sort leur premier EP, intitulé Annunciation - The Heretic Elegy. L'année 2007 commence par la réédition de leur deuxième maxi-single, et en juillet le groupe sort un nouveau single Liquid suivi de près par leur deuxième EP Demented Show, deux mois plus tard. À la fin de 2008, le groupe sort son premier album studio, Recreation Eve. En janvier 2009, le groupe change de label pour Monster's Inc, entrainant la sortie du clip Vanguard, et de l'EP Vanguard - of the Muses, qui sort en avril. Puis, le 21 octobre 2009 sort l'EP Ambivalent Symphony.
Le 2 juin 2010 est prévue la sortie d'un single trois titres. Une autre nouvelle chanson sera présente dans une compilation avec d'autres artistes. Cette même année, le groupe publie son nouvel album Twin Gate. Le 9 janvier 2011, elles annoncent une apparition au Shibuya Boxx. En avril 2011, elles jouent à Seattle à la convention Sakura-Con 2011,. Le 15 juin, le label Tokuma Japan Communications édite leur EP True dont la date de sortie américaine reste, à cette période, encore à détemriner. Le 15 mars 2012, elles partent en tournée danstrois grandes villes américaines, Boston, New York, et Philadelphie. Elles jouent ensuite au Tekkoshocon le 25 mars, puis terminent par le Hard Rock Café de Pittsburgh. Le 23 mai 2013 sort l'album Virgin. Le 24 septembre 2014, elle sortent World Maker,.

## Membres
- Jyou - chant
- Mally - batterie
- Miko - guitare
- Naoto - basse
- Omi - guitare

## Discographie

### Albums studio
- 2008 : Recreation Eve
- 2010 : Twin Gate
- 2013 : Virgin

### EP
- 2006 : Annunciation -the heretic elegy-
- 2007 : Demented Show
- 2009 : Vanguard -of the muses-
- 2009 : Ambivalent Symphony
- 2011 : True
- 2011 : The Last Daybreak
- 2016 : This is Now
- 2016 : Royal Straight Magic

### Singles
- 2005 : Ambivalence
- 2006 : Funeral Bouquet
- 2006 : Riot
- 2007 : Liquid
- 2010 : Knife
- 2013 : Diamond
- 2014 : Spiral Daisakusen

### Démos
- 2004 : Hai no yuki
- 2004 : Kokumu

## Clips
- 2006 : Jude
- 2009 : Vanguard
- 2009 : Resonance
- 2011 : True
- 2011 : Daybreak～13 Gatsu no Shikisai～
- 2012 : Ginger
- 2013 : Diamond
- 2014 : Spiral Daisakusen